# Metropis incisa
Metropis incisa är en insektsart som beskrevs av Logvinenko 1970. Metropis incisa ingår i släktet Metropis och familjen sporrstritar. Inga underarter finns listade i Catalogue of Life.